# Bracia Figo Fagot
Bracia Figo Fagot (w skrócie BFF) – polski zespół muzyczny założony w Warszawie przez Bartosza Walaszka i Piotra Połacia, grający prześmiewczą, parodystyczną formę disco polo.

## Historia
Początki grupy sięgają września 2010, kiedy Git Produkcja rozpoczęła kręcenie serialu komediowego Kaliber 200 volt (2011) emitowanego na kanale rbl.tv. Na potrzeby każdego odcinka był przygotowywany miniteledysk w stylu disco polo z wyraźnie nieklasycznymi tekstami tego gatunku muzycznego charakteryzującymi się czarnym humorem. Po udostępnieniu serialu szerszej publiczności na oficjalnym kanale YouTube stacji Rebel:tv rozległy się prośby fanów serialu o faktyczne założenie zespołu wykonującego taką muzykę. Zespół zadebiutował 15 stycznia 2011 na IV Festiwalu Twórczości Żenującej „Zacieralia” w warszawskim klubie muzycznym Progresja, gdzie wykonywał piosenki z nakręconego serialu. Nagranie studyjnej, debiutanckiej płyty Na bogatości, nastąpiło dopiero rok później.
Fragmenty utworów Braci Figo Fagot występują w kreskówkach Git Produkcji, m.in. w Kapitanie Bomba w odcinku „Admirał Jachaś” lub kinowej wersji Kapitana Bomby – Kutapokalipsa.
5 października 2013 odbyła się premiera drugiej płyty zespołu pt. Eleganckie chłopaki, na której gościnnie wystąpił Czesław Mozil. 12 lutego 2014 na gali w Chorzowie odebrali nagrodę w plebiscycie Niegrzeczni w kategorii niegrzeczny artysta.
W 2024 zespół podpisał kontrakt wydawniczy z Warner Music Poland, nakładem tej wytwórni wydał single: „Małpka bananowa” i „Chlaj kochana chlaj”.

## Muzyka
Muzyka wykonywana przez Braci Figo Fagot powszechnie zaliczana jest do gatunku disco polo, ale Piotr Połać (Figo) zaznacza, że jest to miejska odmiana tego nurtu – disco w rytmie polo, a od wiejskiego ma ją odróżniać m.in. „skomplikowane zabiegi muzyczne, pocięta rytmika i inna estetyka”. Muzycy przyznają, że nie celują w publiczność zgromadzoną w remizach i na „wiejskich potańcówkach”. W przeciwieństwie do typowych muzyków disco polo na koncertach grają na żywo i nie śpiewają z playbacku.

## Kontrowersje
Teksty BFF są uznawane za dość kontrowersyjne. W piosenkach „Małgoś Głupia”, „Bożenka”, „Bujaj łbem do przodu”, „Nigdy nie wierz mu...” i „Jak już coś jeb*ć, to tylko wódę”, występuje motyw związany z narodowością romską. Stowarzyszenie Romów w Polsce złożyło w maju 2013 w poznańskiej prokuraturze zawiadomienie, w którym zarzucono zespołowi nawoływanie do nienawiści na tle różnic narodowościowych. Po umorzeniu sprawy Stowarzyszenie zwróciło się do Prokuratora Generalnego, który w czerwcu 2013 przekazał sprawę Prokuraturze Apelacyjnej w Warszawie.

Piotr Połać na zarzuty dotyczące nienawiści odpowiada następująco: 

Mam to zupełnie w nosie. Kocham wszystkich ludzi. Jestem zaskoczony, że zostałem nazwany rasistą. To nietypowa dla mnie sytuacja. W sumie, to nie wiem, o co poszło. Wszystkie piosenki, które śpiewamy, ironicznie opowiadają o przeciętnym mężczyźnie, który mieszka gdzieś tam na wsi, choć niekoniecznie, bo czasem nie jest umiejscowiony. Jest rozgoryczony, bo jego życie nie układa się najlepiej. I nagle okazało się, że staliśmy się rasistami. Jesteśmy zaskoczeni, bo nie chcemy w ogóle wchodzić w żadne spory światopoglądowe. Te piosenki, które zostały nazwane antyromskimi, nigdy nie były antyromskie w zamierzeniu i nawet nie są o Romach.

To nawiązanie do disco polo z lat 90. To tam Cyganie się pojawiali, ten wątek kojarzy się z disco polo. Były takie hity jak „Mamo, mamo, ja robię to z Cyganem”, „Cyganeczka Janeczka” albo „Wolny jak Cygan”... To takie klasyki disco polo, a my do tego nurtu nawiązujemy. Tylko dlatego pojawia się ten wątek. Poza tym akurat te piosenki mają już trzy lata, były robione do serialu „Kaliber 200 volt”. Przeszły w telewizji, przeszły u wydawcy. I jakoś nikogo nie oburzały. Nie wiem, dlaczego ktoś zaczął oburzać się właśnie teraz.

## Skład
- Bartosz Walaszek – Filip Barłoś, ps. Fagot – wokal, instrumenty klawiszowe, twórca tekstów i muzyki
- Piotr Połać – Fabian Barłoś, ps. Figo – wokal, twórca tekstów i muzyki

## Dyskografia
Albumy studyjne
| Rok  | Tytuł                              | Dane dot. albumu                                     | Pozycja na liście |
| Rok  | Tytuł                              | Dane dot. albumu                                     | POL               |
| ---- | ---------------------------------- | ---------------------------------------------------- | ----------------- |
| 2012 | Na bogatości                       | - Data: 21 maja 2012 - Wydawca: S.P. Records         | 7                 |
| 2013 | Eleganckie chłopaki                | - Data: 5 października 2013 - Wydawca: S.P. Records  | 6                 |
| 2014 | Discochłosta                       | - Data: 20 października 2014 - Wydawca: S.P. Records | 16                |
| 2016 | Disco polo                         | - Data: 30 września 2016 - Wydawca: S.P. Records     | 10                |
| 2019 | Bez popity i bez gumy              | - Data: 13 września 2019 - Wydawca: S.P Records      | 9                 |
| 2020 | Miliony internautów mogą się mylić | - Data: 4 grudnia 2020 - Wydawca: S.P Records        | -                 |

Albumy kompilacyjne
| Rok  | Tytuł           | Dane dot. albumu                                     | Pozycja na liście |
| Rok  | Tytuł           | Dane dot. albumu                                     | POL               |
| ---- | --------------- | ---------------------------------------------------- | ----------------- |
| 2018 | Nasze najlepsze | - Data: 19 października 2018 - Wydawca: S.P. Records | 39                |

Albumy koncertowe
| Rok  | Tytuł                      | Dane dot. albumu                               |
| ---- | -------------------------- | ---------------------------------------------- |
| 2014 | The Best of BFF Live. MYK! | - Data: 9 czerwca 2014 - Wydawca: S.P. Records |

Albumy DVD
| Rok  | Tytuł    | Dane dot. albumu                              |
| ---- | -------- | --------------------------------------------- |
| 2014 | Live 30% | - Data: 26 marca 2014 - Wydawca: S.P. Records |

Inne
| Rok  | Album                        | Uwagi                                          | Źródło |
| ---- | ---------------------------- | ---------------------------------------------- | ------ |
| 2016 | Król Albanii – Popek, Matheo | „Zakazany owoc” (gościnnie: Bracia Figo Fagot) | [ 25 ] |

## Teledyski
| Rok  | Tytuł                                                         | Reżyseria                               | Album                              | Źródło |
| ---- | ------------------------------------------------------------- | --------------------------------------- | ---------------------------------- | ------ |
| 2012 | „Bożenka”                                                     | Bartosz Walaszek                        | Na bogatości                       | [ 26 ] |
| 2013 | „Hot Dog”                                                     | Infinity Crime Studio                   | Na bogatości                       | [ 27 ] |
| 2013 | „Zobacz dziwko co narobiłaś” (gościnnie: Czesław Mozil)       | –                                       | Eleganckie chłopaki                | [ 28 ] |
| 2013 | „Wóda zryje banie”                                            | Bartosz Walaszek                        | Eleganckie chłopaki                | [ 29 ] |
| 2013 | „Pisarz miłości”                                              | Bartosz Walaszek                        | Eleganckie chłopaki                | [ 30 ] |
| 2014 | „Heteromagnes”                                                | –                                       | Discochłosta                       | [ 31 ] |
| 2014 | „Janko, Janeczko”                                             | –                                       | Discochłosta                       | [ 32 ] |
| 2014 | „BFF”                                                         | –                                       | Discochłosta                       | [ 33 ] |
| 2014 | „Wojownicy wódy”                                              | –                                       | Discochłosta                       | [ 34 ] |
| 2014 | „Ooooo kończy się już noc”                                    | –                                       | Discochłosta                       | [ 35 ] |
| 2015 | „3 króli” (gościnnie: Popek)                                  | Bartosz Walaszek                        | Miliony internautów mogą się mylić | [ 36 ] |
| 2015 | „Lato i morze”                                                | Łukasz Jedynasty                        | Disco polo                         | [ 37 ] |
| 2015 | „Polska”                                                      | Łukasz Jedynasty                        | Disco polo                         | [ 38 ] |
| 2015 | „Dziewczyno zawistna”                                         | Łukasz Jedynasty                        | Disco polo                         | [ 39 ] |
| 2016 | „Najebany to do domu”                                         | Arkadiusz Szymański                     | Disco polo                         | [ 40 ] |
| 2016 | „Zakazany owoc” (Popek, Matheo, gościnnie: Bracia Figo Fagot) | Mania Studio                            | Król Albanii                       | [ 41 ] |
| 2016 | „A w niebie gra disco polo”                                   | Łukasz Bartołd                          | Disco polo                         | [ 42 ] |
| 2017 | „Wędkarz miłości”                                             | Arkadiusz Szymański                     | Miliony internautów mogą się mylić | [ 43 ] |
| 2018 | „Ugi Boogie”                                                  | –                                       | Miliony internautów mogą się mylić | [ 44 ] |
| 2018 | „Madziu, Magdo, Magdaleno”                                    | Arkadiusz Szymański                     | Miliony internautów mogą się mylić | [ 45 ] |
| 2018 | „Pakistański chłopiec” (gościnnie: Popek)                     | Arkadiusz Szymański                     | Miliony internautów mogą się mylić | [ 46 ] |
| 2018 | „Miłosne tango”                                               | Grzegorz Brzyski, Mirosław Mazurkiewicz | Miliony internautów mogą się mylić | [ 47 ] |
| 2019 | „Etyzer z kosmosu” (gościnnie: Stachursky)                    | Bartosz Walaszek                        | Bez popity i bez gumy              | [ 48 ] |
| 2020 | „Alkoholowa eksplozja”                                        | –                                       | Miliony internautów mogą się mylić | [ 49 ] |
| 2023 | „HWDP''                                                       | Sławek Pietrzak                         |                                    | [ 50 ] |
| 2023 | "Zakochany delfin"                                            | Piotr Połać, Bartosz Walaszek           |                                    | [ 51 ] |
| 2024 | "Małpka Bananowa"                                             |                                         |                                    | [ 52 ] |
| 2024 | "Chlaj kochana chlaj"                                         |                                         |                                    | [ 53 ] |
| 2025 | "Cimcirymci time"                                             |                                         |                                    | [ 54 ] |